# Cerkiew św. Apostoła Jakuba w Łosince
Cerkiew pod wezwaniem Świętego Apostoła Jakuba syna Alfeusza – prawosławna cerkiew parafialna w Łosince. Należy do dekanatu Narew diecezji warszawsko-bielskiej Polskiego Autokefalicznego Kościoła Prawosławnego.

## Historia
10 stycznia 1882 w Łosince odbyło się zebranie parafialne pod przewodnictwem ówczesnego proboszcza ks. Jana Nowickiego na którym postanowiono o budowie nowej drewnianej świątyni. Poprzednia cerkiew ufundowana w 1778 przez Izabelę Branicką zbudowana była ze złej jakości drewna i pomimo wielokrotnych remontów prawie nie nadawała się do użytku. Pozwolenie na budowę wraz ze zgodą na wycięcie potrzebnych 1490 kloców sosnowych z Puszczy Ladzkiej parafia uzyskała w 1883 r.
Przy budowie pracował cieśla Izydor Iwacik ze wsi Wasilkowo. Koszt budowy wyniósł 12 tysięcy rubli.
Ikonostas do nowej cerkwi został zamówiony w 1884 u wileńskiego szlachcica Izaaka Cypkina, jego budowa trwała aż dwa lata. Nowy budynek cerkiewny został uroczyście wyświęcony 30 sierpnia 1887.
W latach 1994–1997 dokonano generalnego remontu świątyni.
Cerkiew (wraz z cmentarzem parafialnym) wpisano do rejestru zabytków 6 grudnia 1995 pod nr A-102.

## Architektura
Cerkiew św. Jakuba jest budowlą drewnianą, o konstrukcji zrębowej, wzniesioną na planie krzyża łacińskiego, orientowaną, trójdzielną (kruchta, nawa, prezbiterium). Przy wejściach (głównym i dwóch bocznych) zadaszone ganki. Przy zamkniętym trójbocznie prezbiterium dwie boczne zakrystie. Nad kruchtą ośmioboczna wieża zwieńczona ostrosłupowym hełmem. Dachy cerkwi blaszane. Nad centralną częścią nawy bęben zwieńczony cebulastym hełmem.

## Galeria

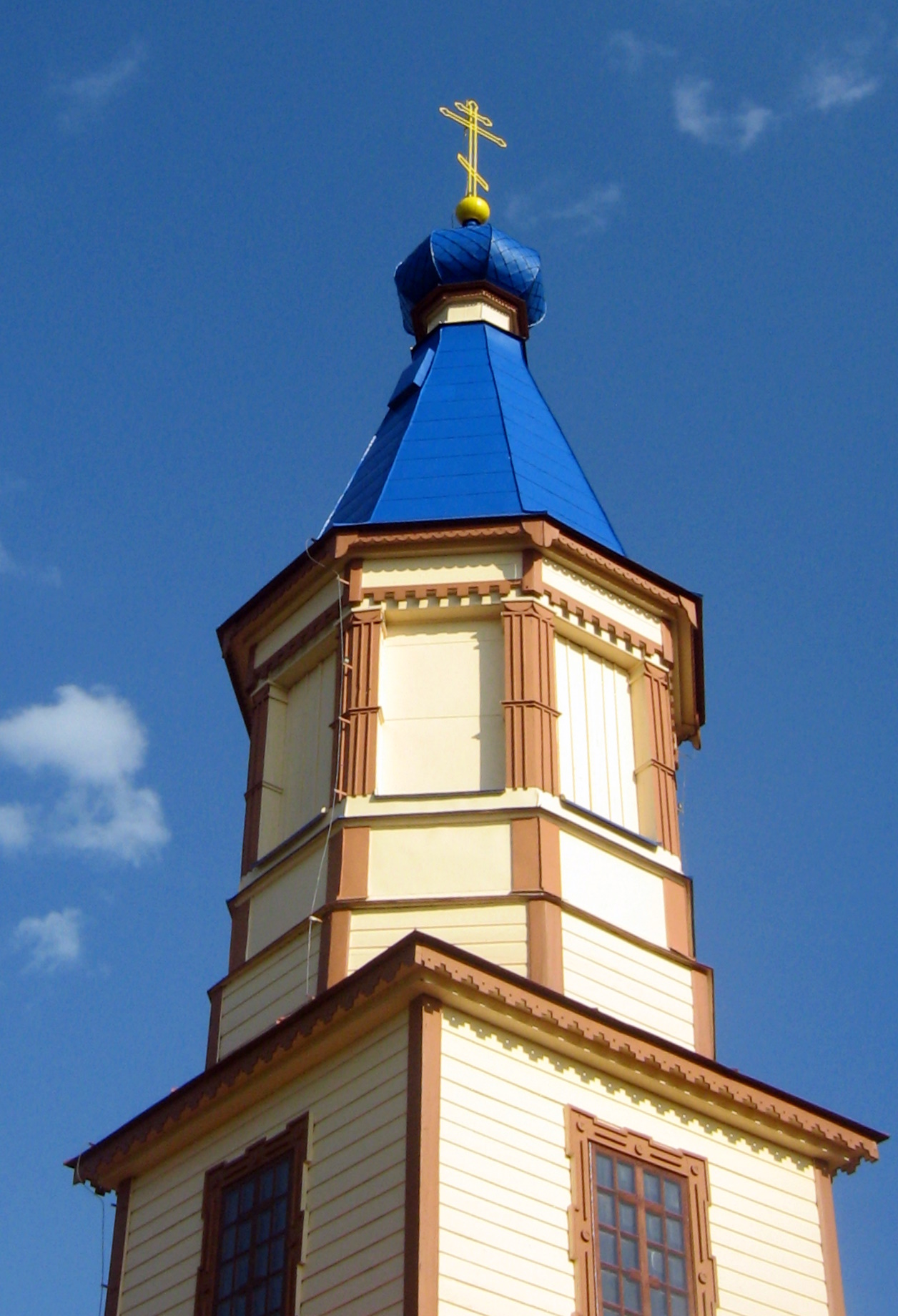
Wieża nad kruchtą
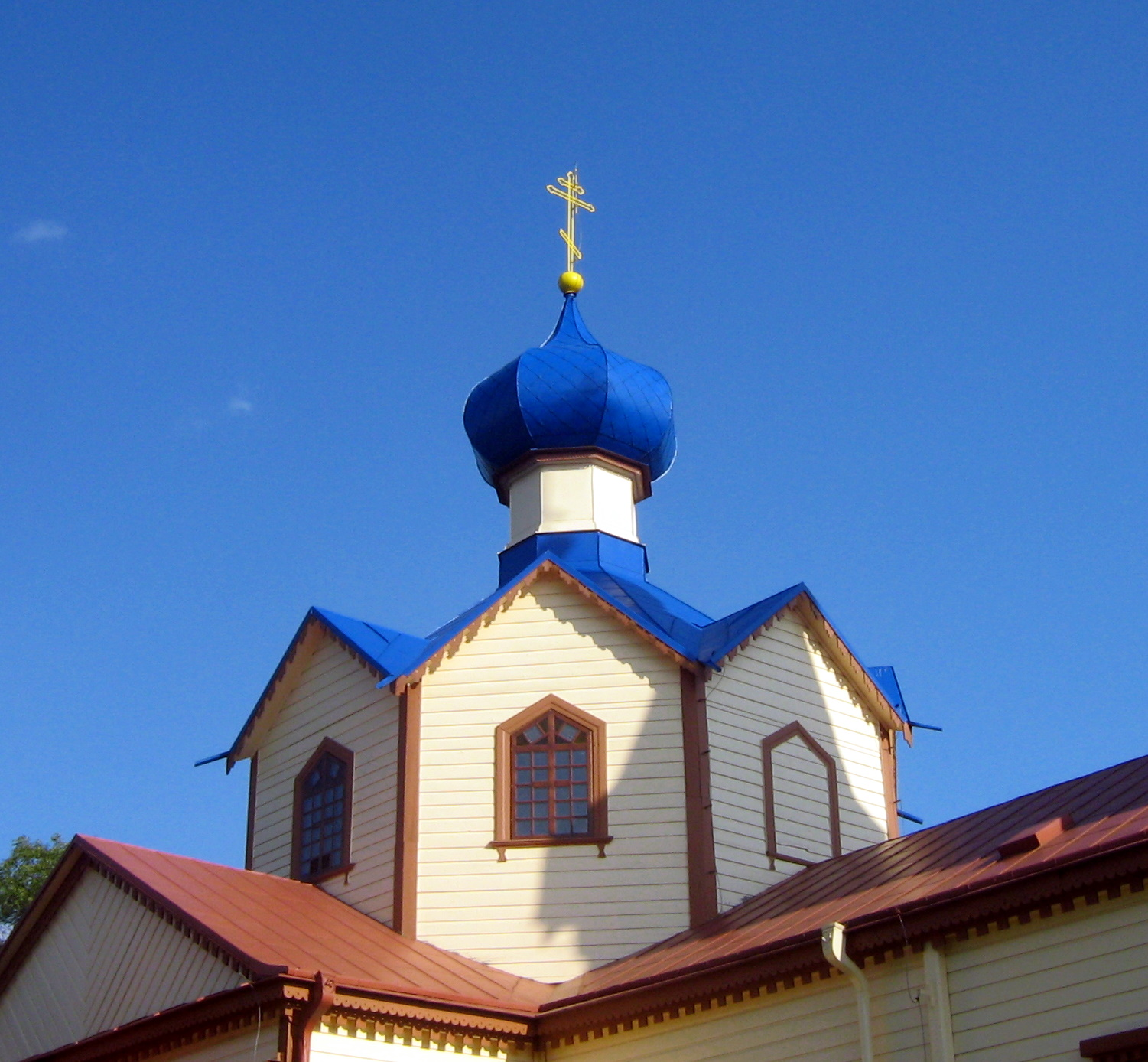
Wieża (bęben) nad nawą
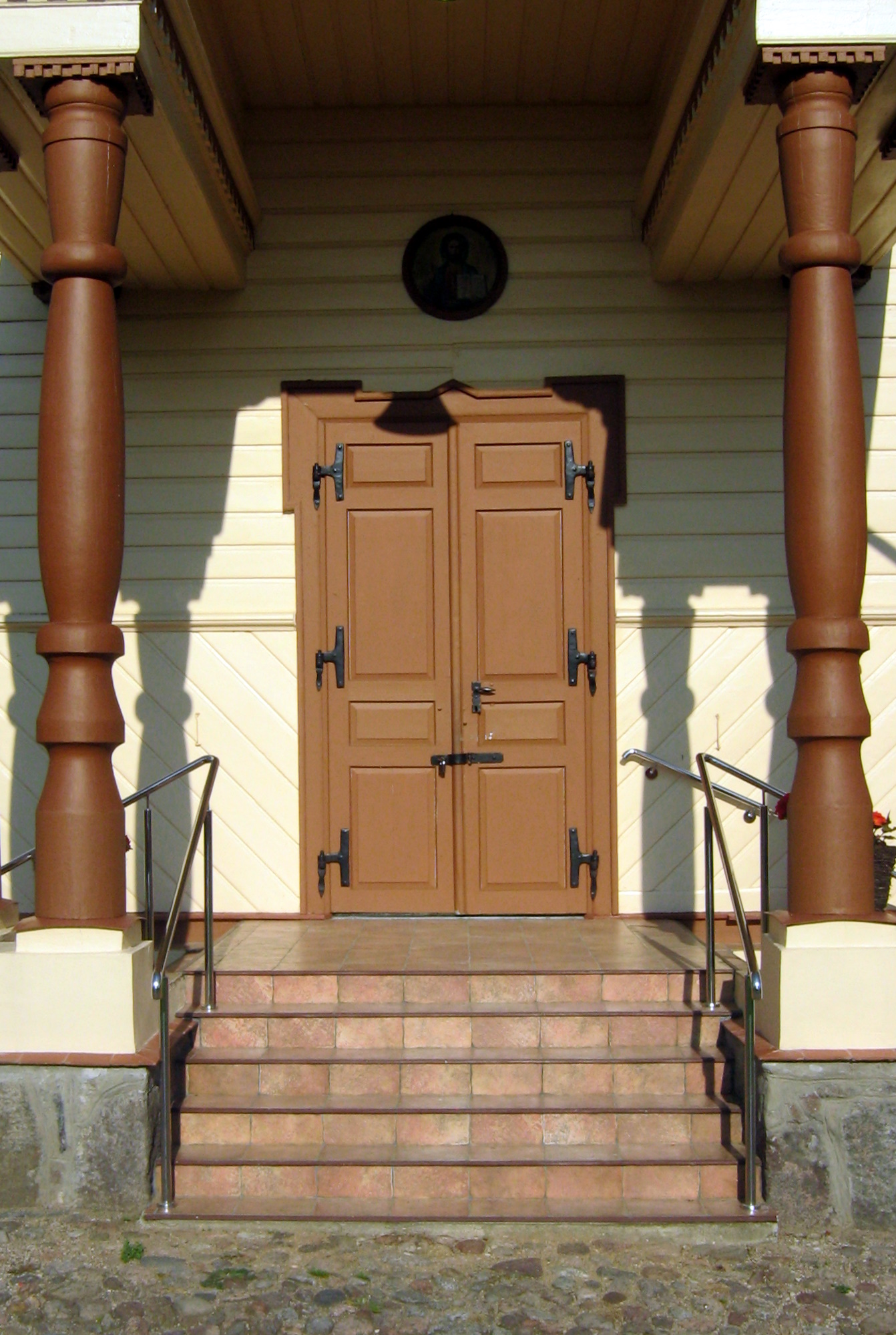
Ganek przy wejściu
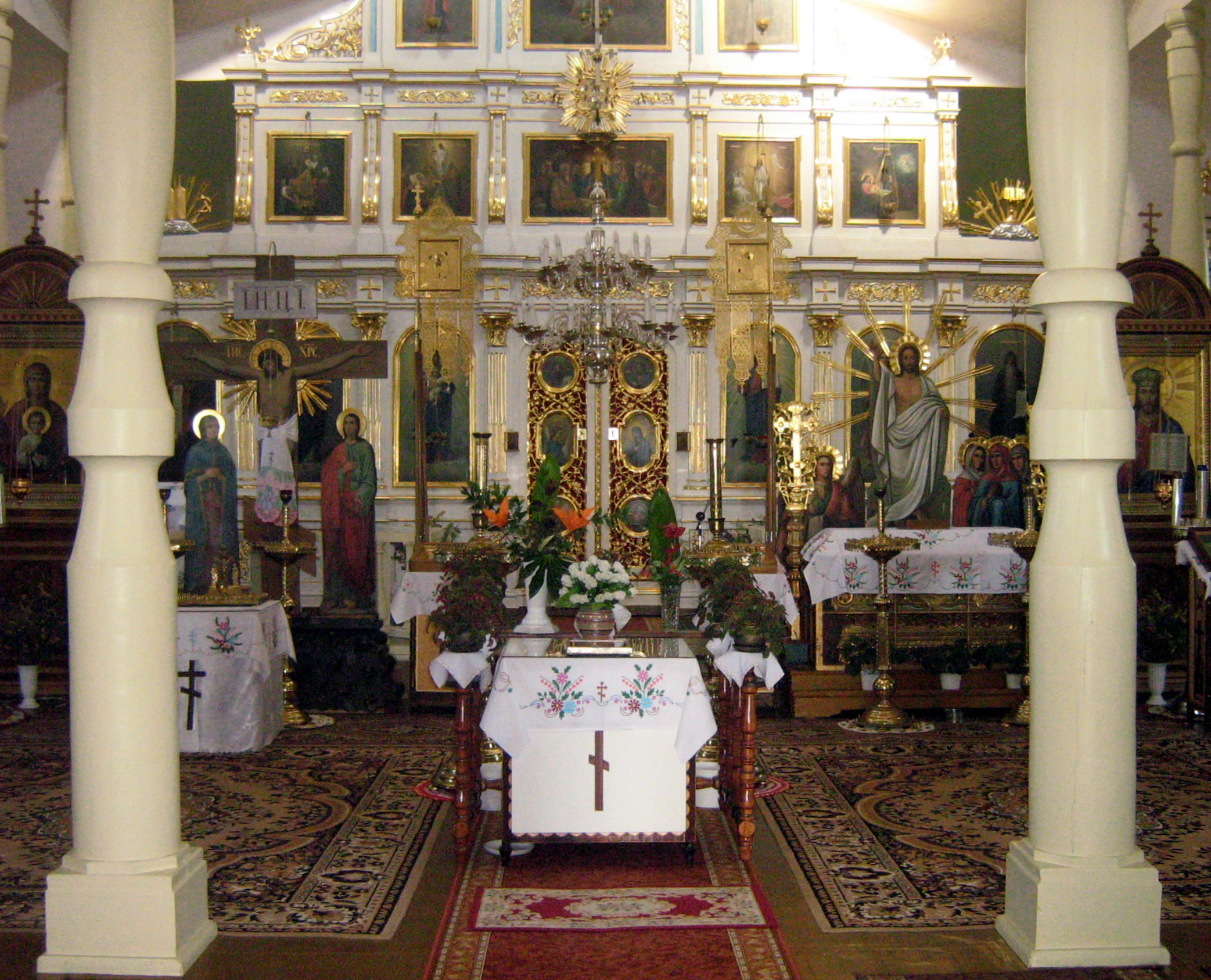
Wnętrze – widok ogólny
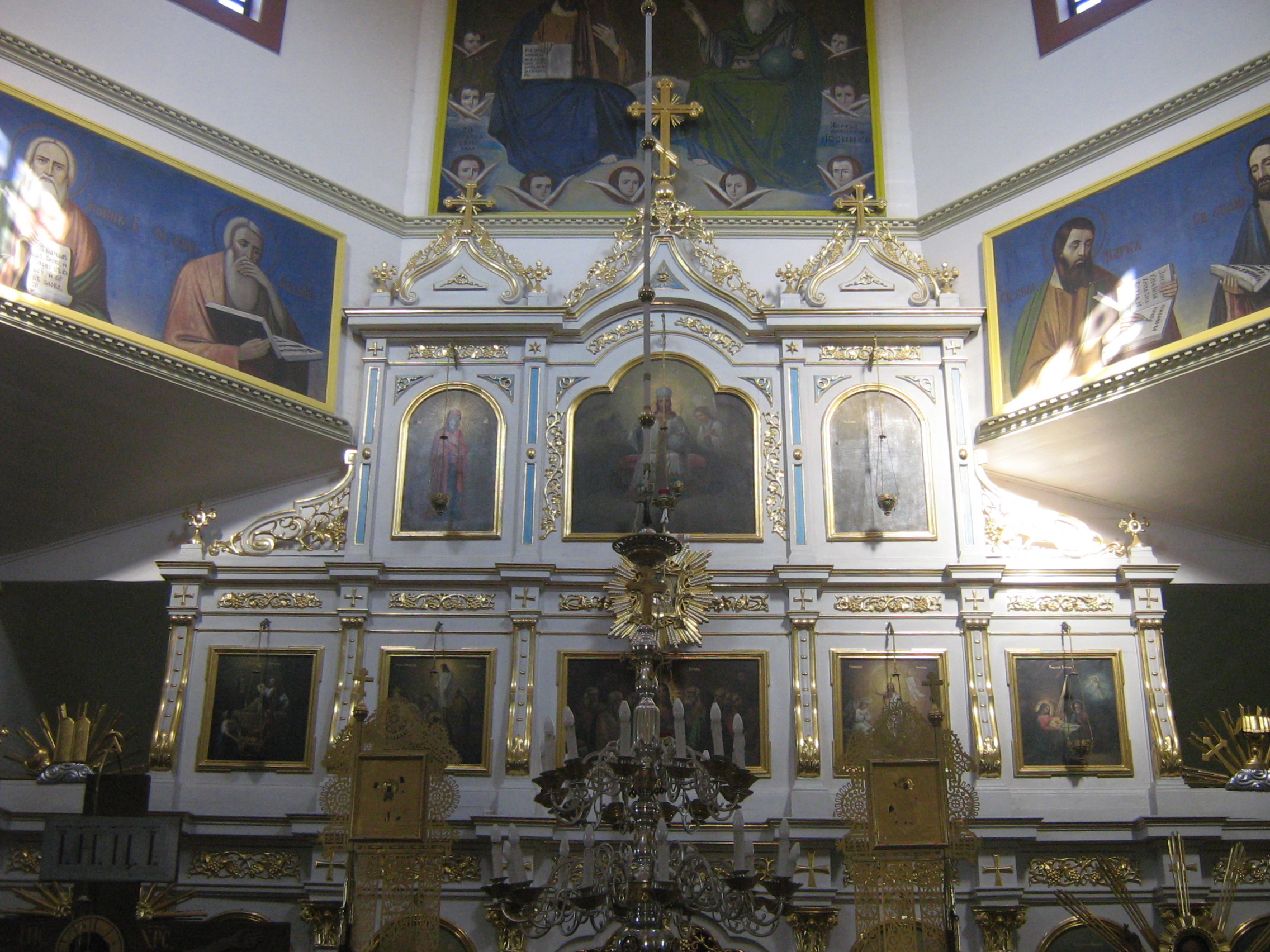
Górna część ikonostasu
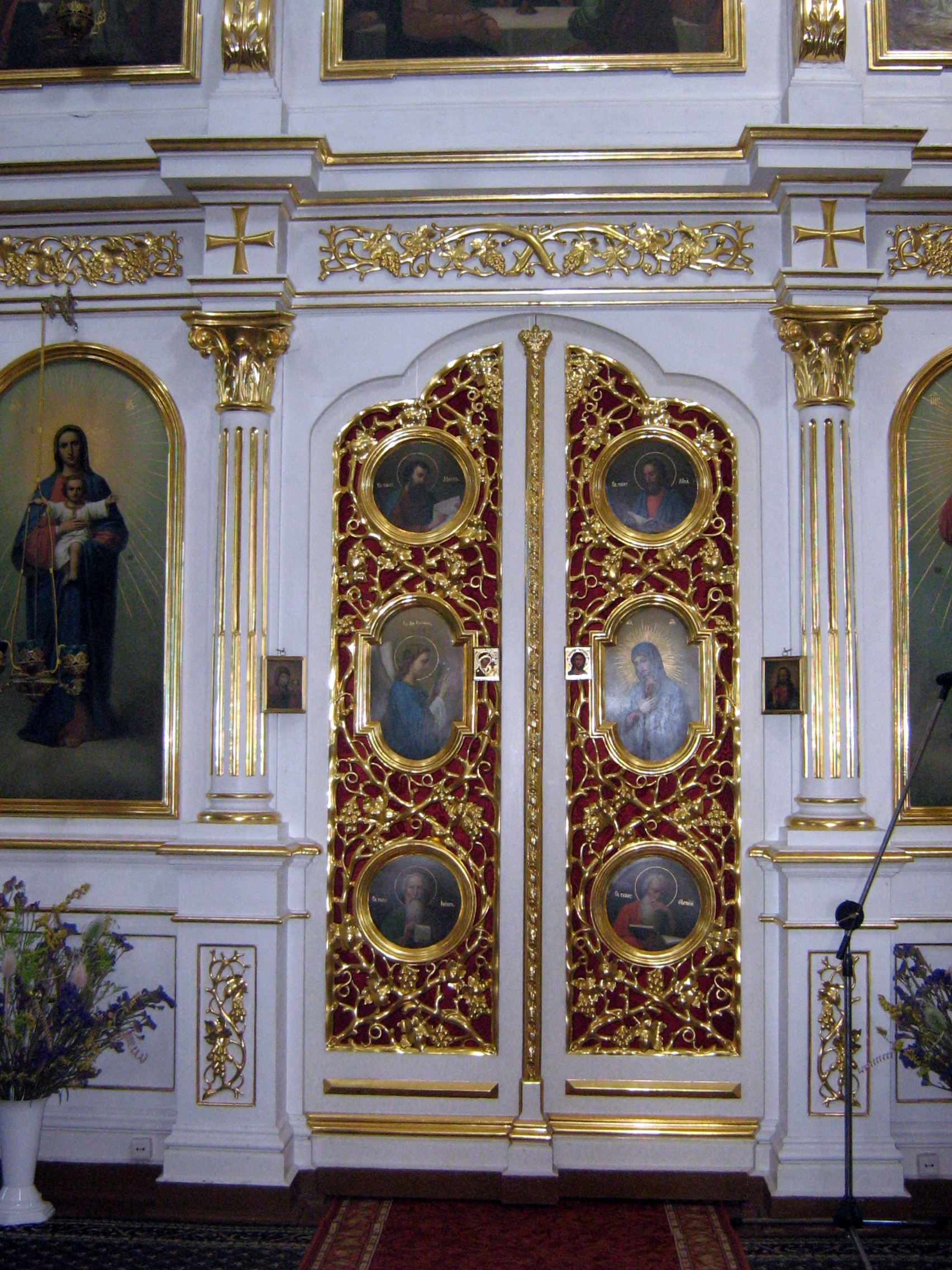
Carskie wrota